# Лесное (Краснодарский край)
Лесно́е — село в Адлерском районе муниципального образования город-курорт Сочи Краснодарского края. Входит в состав Молдовского сельского округа.

## География

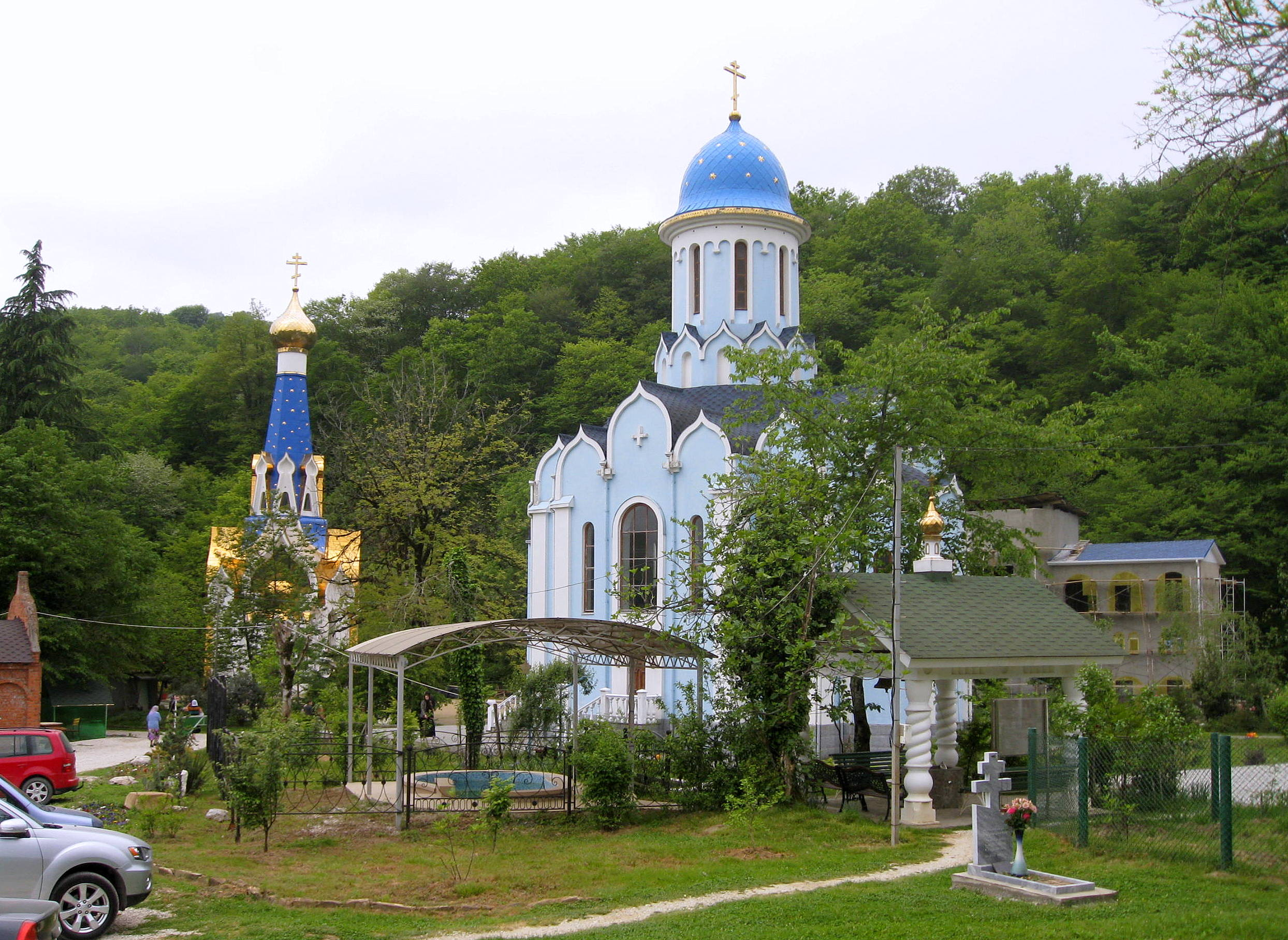
Троице-Георгиевский женский епархиальный монастырь

Селение расположено в среднем течении реки Псахо, в 35 км к юго-востоку от Центрального Сочи.

## История
В 1872 на территории современного села поселилось 59 семей адыгов (более 200 чел.), скрывавшихся в горах. Им было разрешено осесть в верховьях реки Псахо в обмен сдачи оружья и принятия российского подданства. В среде местных жителей основанный тогда аул назывался — Лэшьу.
В 1876 они были переселены в аул Большой Кичмай, а на их место, в урочище Псаго были заселены греки бежавшие из Османской империи. Первоначально ими селение называлось — Кура-Мензе.

## Население
| 2002 | 2010 |
| ---- | ---- |
| 264  | ↗423 |

Национальный состав
По данным Всероссийской переписи населения 2010 года:
| Народ   | Численность, чел. | Доля от всего населения, % |
| ------- | ----------------- | -------------------------- |
| русские | 254               | 60,0 %                     |
| греки   | 129               | 30,5 %                     |
| армяне  | 21                | 5,0 %                      |
| другие  | 19                | 4,5 %                      |
| всего   | 423               | 100 %                      |

## Достопримечательности
- Греческая православная церковь Св. Георгия.
- Троице-Георгиевский женский монастырь.
- Развалины трёх средневековых христианских храмов: (Храм Лесное I, Храм Лесное II и Храм Криён-Нерон).